# 御夫座R
御夫座R，又名BD+53 882，HD 34019、SAO 25112、HR 1707，是御夫座的一颗恒星，视星等为6.5，位于銀經156.37，銀緯8.97，其B1900.0坐标为赤經5h 9m 13.2s，赤緯+53° 8.97′ 26″。